# Besbre
De Besbre is een Franse rivier in Auvergne. Hij vindt zijn oorsprong op een hoogte van 1287 meter (Le Puy de Montoncel) en heeft een lengte van 103 km. De rivier stroomt hoofdzakelijk in noordelijk richting, onder andere door Laprugne en Lapalisse om 3 km boven Dompierre-sur-Besbre uit te monden in de Loire.